# J. F. Archibald

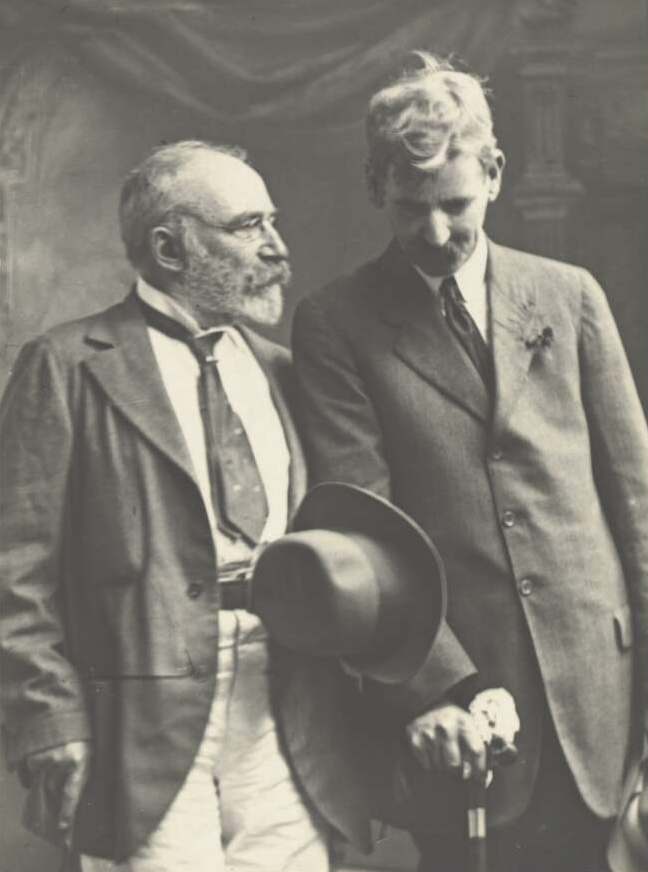
J. F. Archibald (links), mit Henry Lawson

Jules François Archibald (* 14. Januar 1856 in Kildare; † 10. September 1919 in Sydney) war ein australischer Journalist, Herausgeber und Mitbesitzer des Magazins The Bulletin sowie Gründer des nach ihm benannten Archibald Prize, der wichtigsten Auszeichnung im Bereich der Porträt-Malerei in Australien.

## Leben
J. F. Archibald wurde als John Feltham Archibald in einer irisch-katholischen Familie in Kildare, heute Geelong West, im Bundesstaat Victoria geboren. Nach verschiedenen Anstellungen, u. a. als Journalist, zog er 1878 nach Sydney. Dort gründete er eine Partnerschaft mit John Haynes und William Macleod, und am 31. Januar 1880 starteten sie mit der Herausgabe des Nachrichtenmagazins "The Bulletin". Die Zeitschrift war zeitweise die einflussreichste Publikation in Australien. 1903 würdigte u. a. The Times das Werk von J. F. Archibald und den Einfluss auf die Kultur und die Entwicklung der Gesellschaft. Bis zur Einstellung 2008 war der Bulletin das am längsten veröffentlichte Magazin des Landes. Neben einer Fokussierung auf Politik und News wurde der wöchentlich erscheinende Bulletin unter der Leitung von Archibald die wichtigste Plattform für Schriftsteller, Dichter, Humoristen und Cartoonisten. Aufgrund seines schlechten Gesundheitszustandes schränkte Archibald ab 1902 seine Arbeit bei dem Magazin ein. Trotz seiner Krankheit war er 1907 Mitbegründer des The Lone Hand, eines neuen Monatsmagazins für Literatur und Dichtung. Kurz nach der Veröffentlichung verschlechterte sich sein Gesundheitszustand erneut und er musste von da an in das "Callan Park Hospital for the Insane". In der Folge zog sich Archibald endgültig von der Herausgeberschaft zurück und verbrachte seine Zeit mit dem Schreiben. Sein Werk „The Genesis of the Bulletin (BEING THE MEMOIRS OF J. F. ARCHIBALD.)“ handelt neben seinem erfolgreichen Medienwirken von seiner Biografie.
J.F. Archibald verstarb nach langer Krankheit 1919 in Sydney. Er gilt nach wie vor als eine der prägenden Persönlichkeiten der australischen Medienwelt, laut Sun-Herald war er schon zu Lebzeiten eine Legende. Ihm zu Ehren wurde der Archibald Fountain (J. F. Archibald Memorial) im Hyde Park (Sydney) geschaffen. Der von ihm geschaffene und nach ihm benannte Archibald Prize ist einer der angesehensten Kunstpreise des Landes.